# 65716 Ohkinohama
65716 Ohkinohama este un asteroid din centura principală de asteroizi.

## Descriere
65716 Ohkinohama este un asteroid din centura principală de asteroizi. A fost descoperit pe 25 ianuarie 1993 la Geisei de Tsutomu Seki. Asteroidul prezintă o orbită caracterizată de o semiaxă mare de 2,47 ua, o excentricitate de 0,19 și o înclinație de 9,7° în raport cu ecliptica.